# BMW F32
La BMW F32 è la prima generazione della BMW Serie 4, un'autovettura di fascia medio-alta prodotta dal 2013 al 2020 dalla casa automobilistica tedesca BMW in tre varianti di carrozzeria: coupé (sigla di progetto F32), cabriolet con tetto rigido ripiegabile (o anche coupé-cabriolet, sigla di progetto F33) e coupé a 4 porte (sigla di progetto F36).

## Profilo e storia

### Nascita del modello

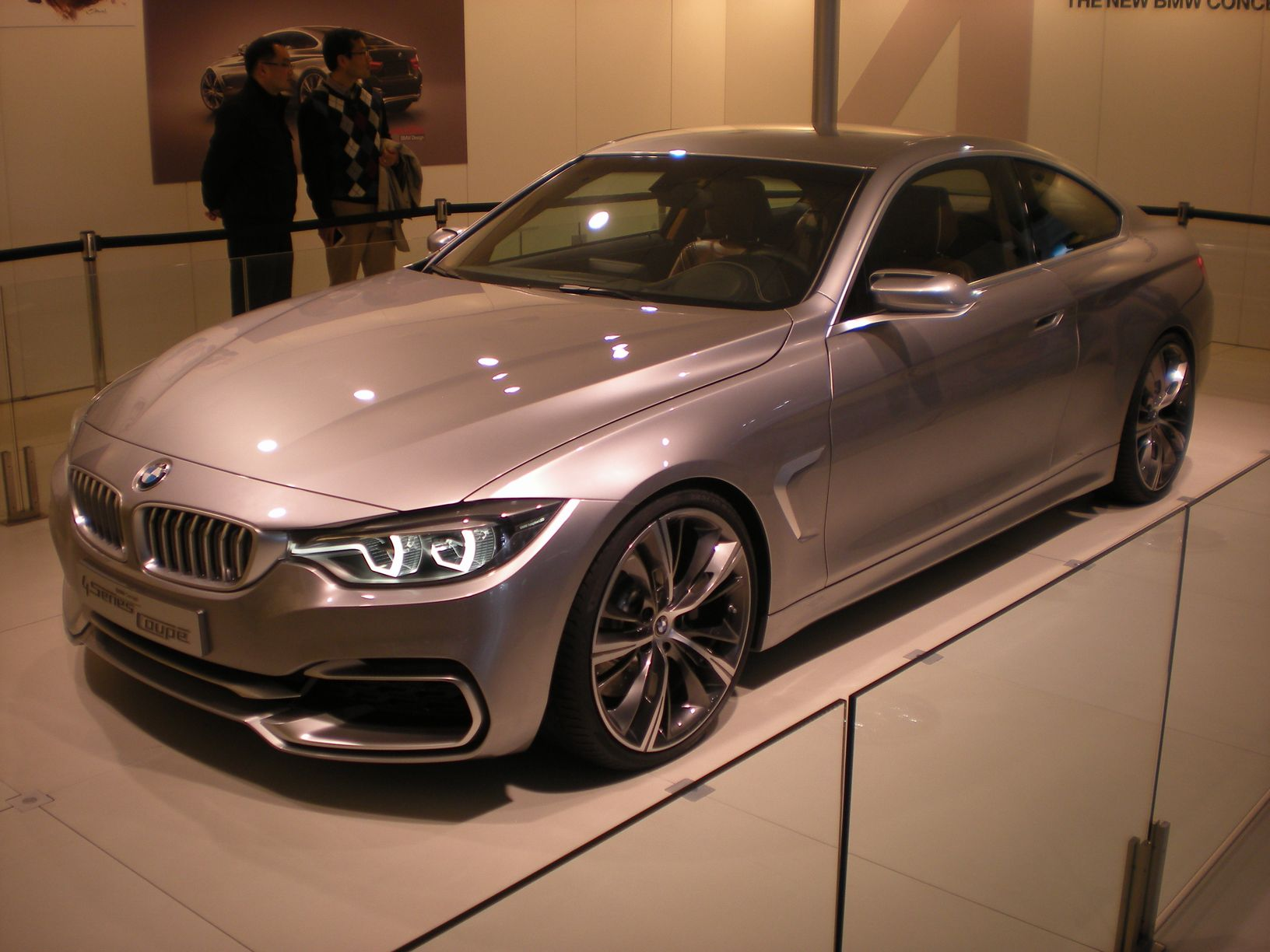
BMW Serie 4 Coupé Concept

Al momento di progettare l'erede dei modelli E92 ed E93, ossia le Serie 3 coupé e cabriolet, i responsabili del progetto decisero di uniformare la denominazione del futuro modello agli ormai consolidati standard utilizzati da tutti gli altri modelli della gamma. Tali standard prevedono una cifra dispari per le berline e le station wagon, mentre per le coupé e le cabriolet basate sulla stessa meccanica si prevede invece una cifra pari corrispondente a quella della berlina con cui si condivide la stessa base meccanica più uno. Così, se la coupé su base Serie 5 prende il nome di Serie 6, la nuova coupé nata sfruttando la meccanica della Serie 3 prende il nome Serie 4.
Viene svelata come concept car nel dicembre del 2012 mediante diffusione in rete delle prime foto e presentata dal vivo il mese successivo al salone dell'automobile di Detroit. Nel mese di luglio del 2013 vengono diffuse le prime foto della vettura definitiva, non più così estrema come la concept car da cui deriva e contemporaneamente fa la sua apparizione nel listino ufficiale tedesco. A settembre la vettura definitiva viene presentata al pubblico, in occasione del Salone dell'automobile di Francoforte.

### Design esterno ed interno

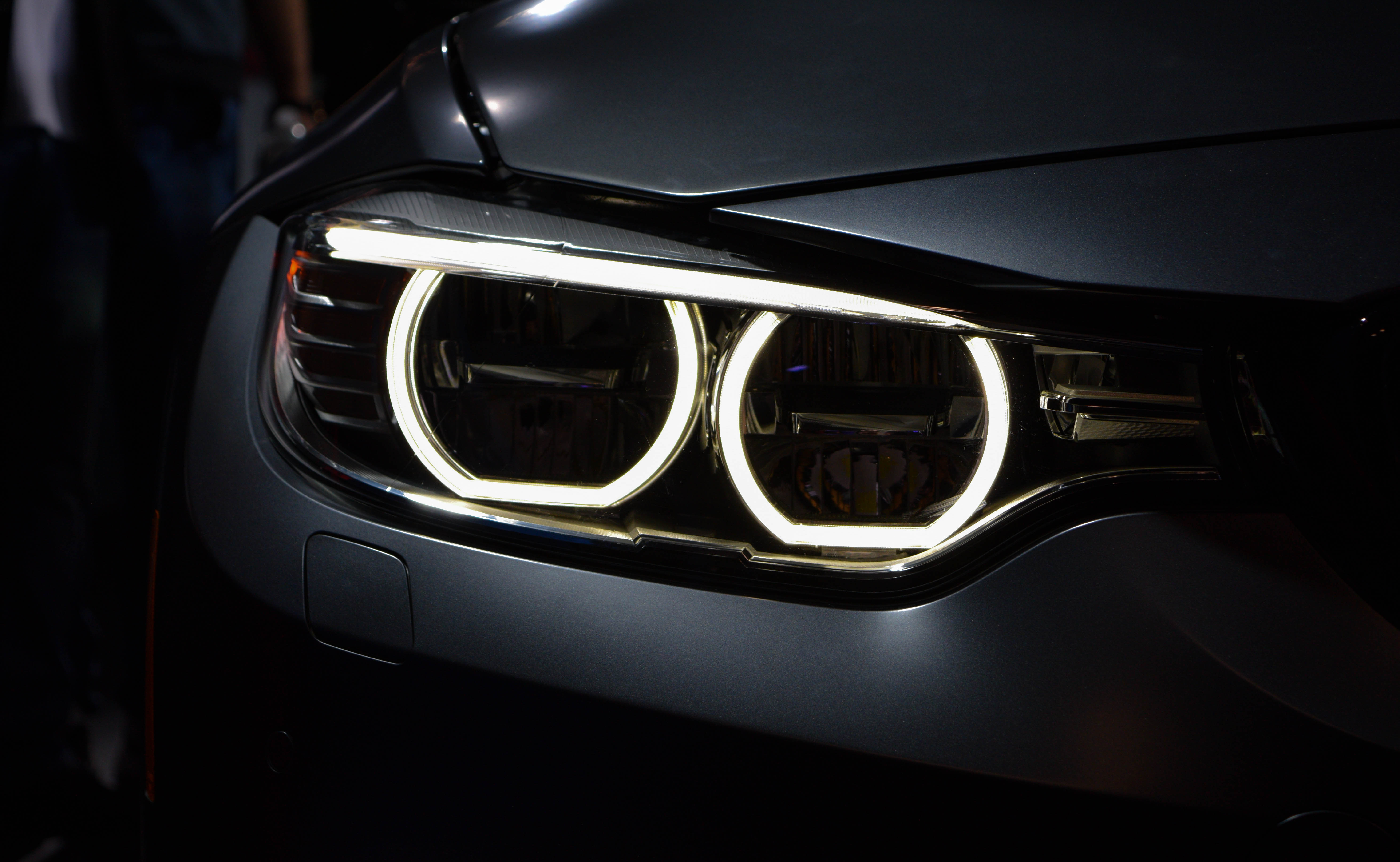
Dettaglio dei fari anteriori Full Led con trama ad "occhi d'angeli" di una M4 GTS

Rispetto alla Serie 3 da cui deriva, risulta più larga, più bassa e leggermente più lunga, un espediente per rendere più filante il corpo vettura, al di là della presenza di sole due porte; dalla berlina riprende i temi stilistici principali, primo fra tutti il frontale con i fari che si protendono al centro fino a toccare la calandra a doppio rene, così come il cofano allungato dall'estremità anteriore assai spiovente.
La vista laterale è caratterizzata dagli sbalzi ridotti e da una superficie vetrata a forma di spicchio che integra anche il gomito di Hofmeister.
Anche le nervature lungo la fiancata (una che passa per la maniglia della portiera e una che solca la zona sottoporta) sono degli elementi introdotti da alcuni anni nella produzione BMW. Non mancano tuttavia delle novità, come ad esempio la presa d'aria dietro al passaruota anteriore che funge da appendice aerodinamica. La coda ha un disegno tronco e incorpora i fari a forma di "L rovesciata".
Anche gli interni riprendono quasi completamente i temi stilistici già visti sulla F30 e su altri modelli. Ne è un esempio il nuovo sistema iDrive dal nuovo disegno introdotto due anni prima con l'avvento della Serie 6 cabriolet.
Il resto dell'abitacolo, sia per quanto riguarda la disposizione degli elementi che formano il gruppo plancia-cruscotto, sia per quanto riguarda i sedili ed il loro disegno. La differenza fondamentale sta nella zona posteriore, dove trovano posto due sedili separati in cui possono trovare posto due adulti non troppo alti.

### Meccanica e motori

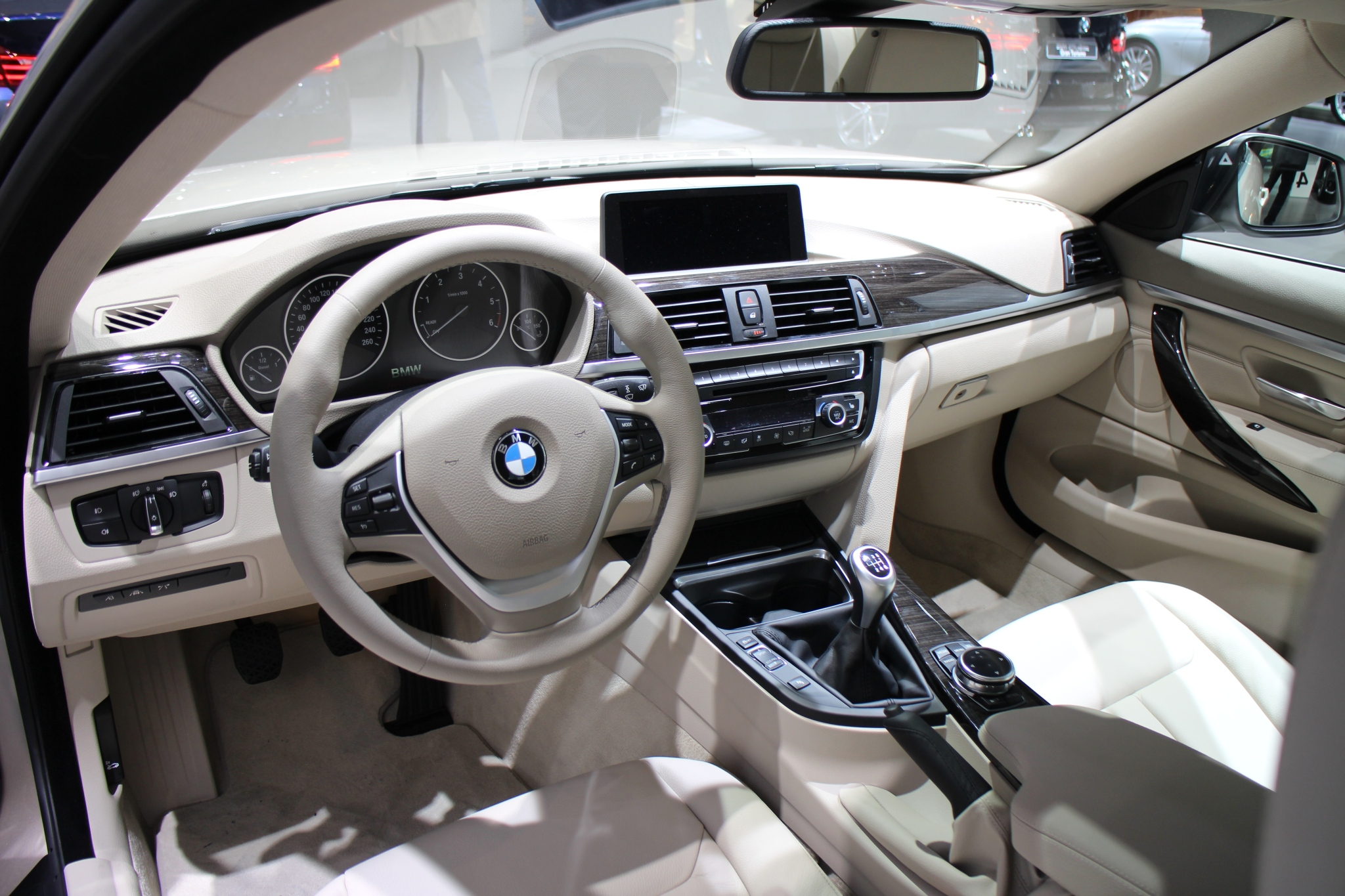
Interni di una Serie 4

Nella sua configurazione di base, la Serie 4 eredita la classica architettura a motore anteriore longitudinale e trazione posteriore con ripartizione dei pesi tra avantreno e retrotreno pari a 50:50, ossia il punto ottimale per ottenere un comportamento su strada bilanciato. In alternativa, però, su alcune versioni è possibile optare per la trazione integrale xDrive.
Per quanto riguarda la meccanica telaistica, la Serie 4 riprende le soluzioni già viste nella Serie 3 F30, ma con un assetto ribassato di 10 mm ed un conseguente abbassamento anche del baricentro del corpo vettura. Ad aumentare del comportamento sportivo della vettura rispetto alla berlina da cui deriva partecipano anche le carreggiate allargate, nella fattispecie di 45 mm davanti e di ben 80 mm dietro. L'avantreno della Serie 4 prevede uno schema a bracci trasversali e bracci oscillanti, mentre il retrotreno monta la soluzione a cinque bracci. Su entrambi gli assi sono presenti molle elicoidali ed ammortizzatori idraulici telescopici. L'impianto frenante è a quattro dischi, mentre lo sterzo è a servoassistenza elettromeccanica, ma a richiesta si può avere un servosterzo a taratura sportiva.
Al suo debutto la Serie 4 è prevista in tre motorizzazioni, due a benzina ed una a gasolio:
- 428i: è il motore a 4 cilindri da 1997 cm³ con sovralimentazione mediante turbocompressore e potenza massima di 245 CV;
- 435i: questa motorizzazione è quella di punta e si tratta del 6 cilindri in linea da 2979 cm³, anch'esso sovralimentato e con potenza massima di 306 CV;
- 420d: l'unica motorizzazione turbodiesel della gamma d'esordio è il 4 cilindri da 1995 cm³ in grado di erogare fino a 190 CV di potenza massima.

Dell'equipaggiamento di serie fa parte il cambio manuale a 6 marce, al quale però può essere preferito il cambio automatico Steptronic ad 8 rapporti.

## Evoluzione

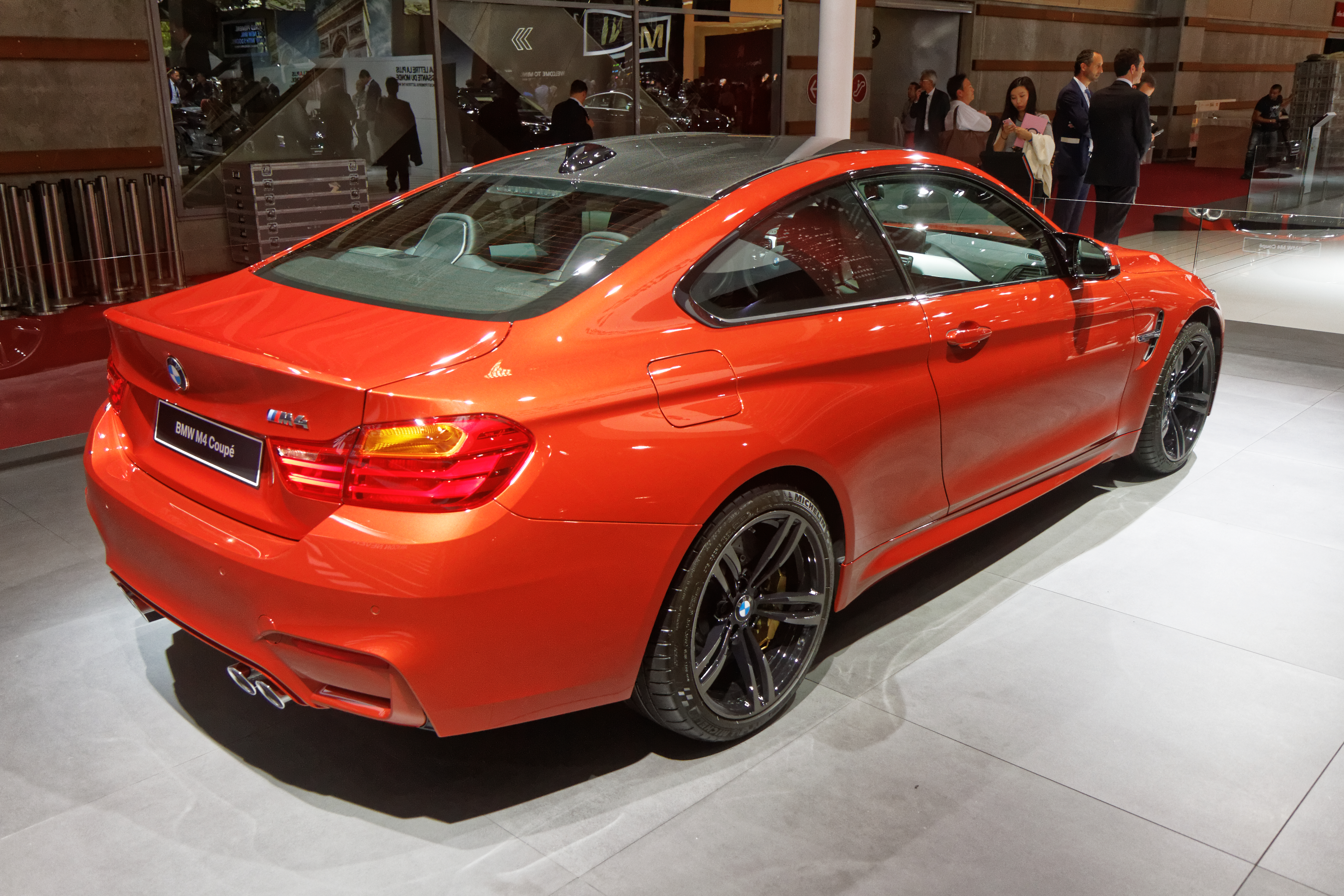
Posteriore di una BMW M4

La Serie 4 viene proposta inizialmente solo con carrozzeria coupé: l'avvio della commercializzazione si è avuto il 5 ottobre 2013, cioè pochi giorni dopo la chiusura del Salone di Francoforte che ha tenuto a battesimo il modello definitivo. La Serie 4 è prevista nei quattro livelli di allestimento: base, Modern, Sport e Luxury, ossia quelli che già caratterizzano altri modelli della Casa bavarese, tra cui la stessa Serie 3 F30.
Poco dopo l'avvio della commercializzazione hanno cominciato ad essere diffuse sul web le prime foto della concept che anticipa la futura versione di punta su base Serie 4, ossia la BMW M4 coupé, destinata a sostituire la M3 coupé in base a quegli stessi criteri di denominazione numerica dei modelli BMW. Il nome M3 rimarrà, quindi, anche se confinato alla sola berlina. La concept è stata presentata ufficialmente dal vivo nei due Saloni nipponici di Tokyo ed Osaka, alla fine del 2013. La stessa concept è stata poi presentata anche a gennaio al Salone di Detroit.

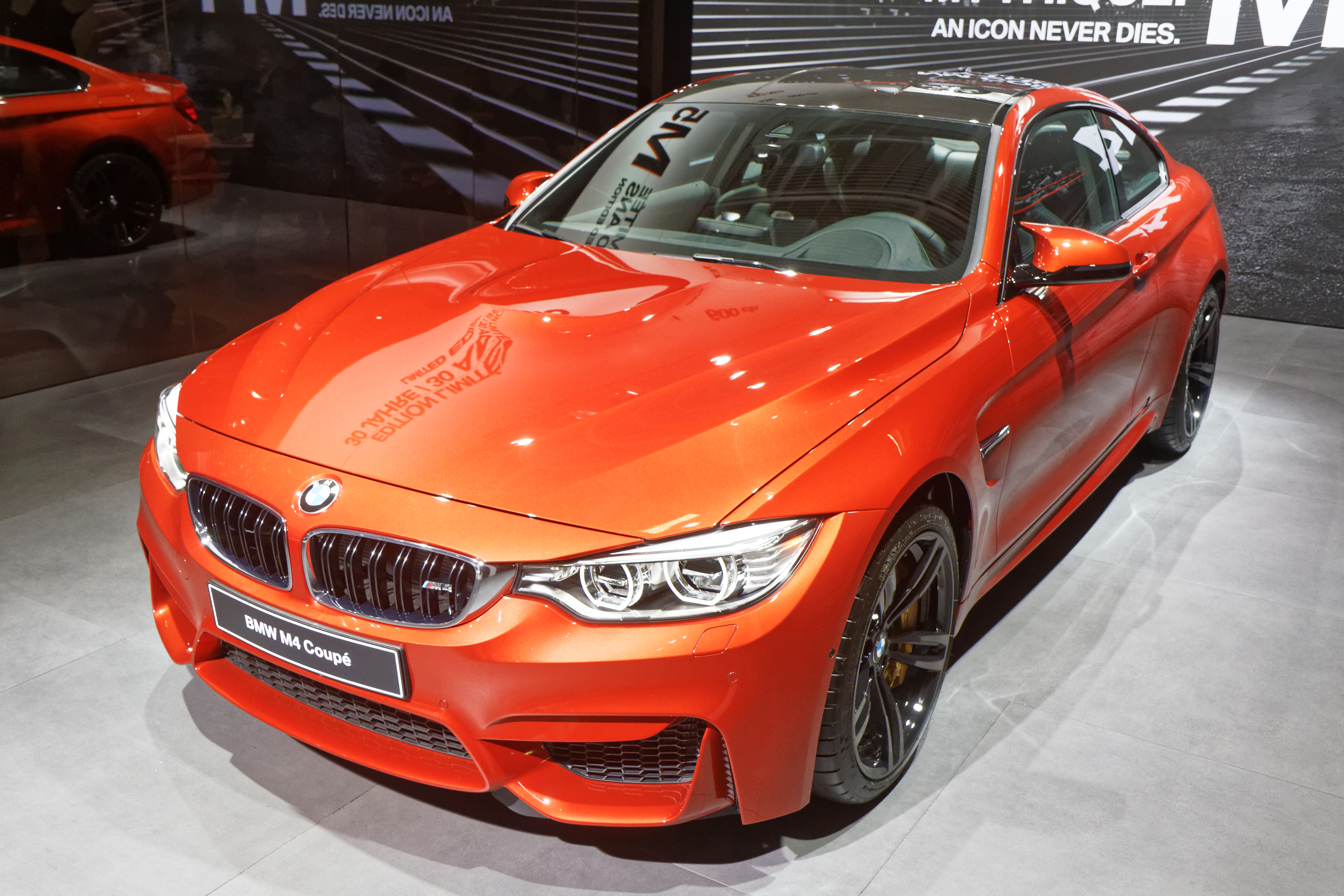
La BMW M4, versione top di gamma della Serie 4, ha debuttato nella primavera del 2014

Il mese di febbraio del 2014 è stato assai denso di novità per la Serie 4: in primo luogo sono state diffuse le prime foto ufficiali della versione coupé a 4 porte, denominata Serie 4 Gran Coupé (nome in codice F36), un modello inedito per la Casa bavarese e che sancisce l'esordio di quest'ultima nel settore delle coupé a 4 porte di segmento D. Pochissimi giorni dopo la vettura compare già nel listino BMW tedesco. Contemporaneamente a ciò è entrata in commercio anche la Serie 4 Cabriolet, destinata a sostituire la Serie 3 E93, sempre con carrozzeria aperta. Ed ancora a febbraio la gamma della coupé viene estesa con l'arrivo di tre nuove varianti motoristiche: alla base della gamma entra la 420i, disponibile sia a trazione posteriore che a trazione integrale xDrive, e spinta da un 2 litri a benzina sovralimentato, della potenza di 184 CV. Sul fronte diesel e nella zona alta della gamma compaiono invece la 425d, equipaggiata con un 2 litri diesel biturbo da 218 CV, la 430d dotata di un 3 litri a gasolio da 258 CV e la top di gamma 435d che sotto al cofano cela un potente 3 litri biturbo da 313 CV. La 430d è prevista sia a trazione posteriore che a trazione integrale, mentre la 435d solo a trazione integrale e la 425d solo a trazione posteriore, ma quest'ultima e la 430d xDrive non sono previste per il mercato italiano. Nella primavera del 2014, la top di gamma M4 compare nei listini europei: oltre alla nuova denominazione, l'arrivo di questa versione, sancisce il ritorno al motore a 6 cilindri dopo la parentesi del motore V8 montato sulla M3 E90/E92/E93. Contemporaneamente si hanno altre novità in gamma, come ad esempio la nuova 425d, spinta da un due litri bi-turbodiesel da 218 CV.
Nel marzo del 2015, la gamma della sola coupé si arricchisce con l'arrivo di una motorizzazione economica: spinta dal nuovo 2 litri da 150 CV, la 418d è la versione più economica dopo la 420i e va a completare la gamma verso il basso, ma non è prevista in versione cabriolet. Contemporaneamente all'arrivo della 418d, la 420d vede la sua potenza passare da 184 a 190 CV.
Un anno dopo, durante la primavera del 2016, si hanno importanti novità nella gamma motori: innanzitutto la 420i vede l'arrivo del nuovo motore modulare da 2 litri con turbocompressore e la cui potenza massima raggiunge i 190 CV. Contemporaneamente, la 428i e la 435i uscirono di listino, subito rimpiazzate dai modelli 430i e 440i. Anche questo nuovo modello sfrutta lo stesso motore della 420i, anch'esso sovralimentato ed in grado di erogare fino a 252 CV di potenza massima. Quanto al motore che equipaggia la 440i, si tratta anche in questo caso di un motore modulare, imparentato con quello dei primi due modelli, ma con architettura a 6 cilindri anziché a 4, e quindi con cilindrata di 3 litri e con potenza massima di 326 CV. Si tratta fra l'altro degli stessi motori che l'anno precedente erano entrati a far parte della gamma della corrispondente Serie 3 in occasione del suo restyling di metà carriera. Un po' più complicato che in precedenza l'abbinamento fra motori, cambi e trazioni: la 420i, che monta di serie un cambio a manuale a 6 marce, è prevista solo a trazione posteriore tranne che nella Gran Coupé, che viene proposta anche a quattro ruote motrici; le altre due motorizzazioni possono essere abbinate sia alla trazione integrale che alla sola trazione posteriore, ma, a differenza dei precedenti modelli, solo la 430i a trazione posteriore è prevista di serie con lo stesso cambio manuale della 420i, mentre le altre versioni sono previste unicamente in accoppiamento con un cambio automatico ad 8 rapporti. Infine, le versioni che prevedono di serie il cambio manuale possono anche essere richieste con il cambio automatico, ma in questo caso la coppia massima scende da 290 a 270 Nm. Sul fronte dei diesel, l'unica novità è rappresentata dalla nuova 425d che propone il nuovo motore 2 litri con sovralimentazione bi-stadio e potenza massima di 224 CV. Il passaggio a queste nuove motorizzazioni ha interessato anche la gamma delle versioni cabriolet e Gran Coupé.

### Restyling 2017

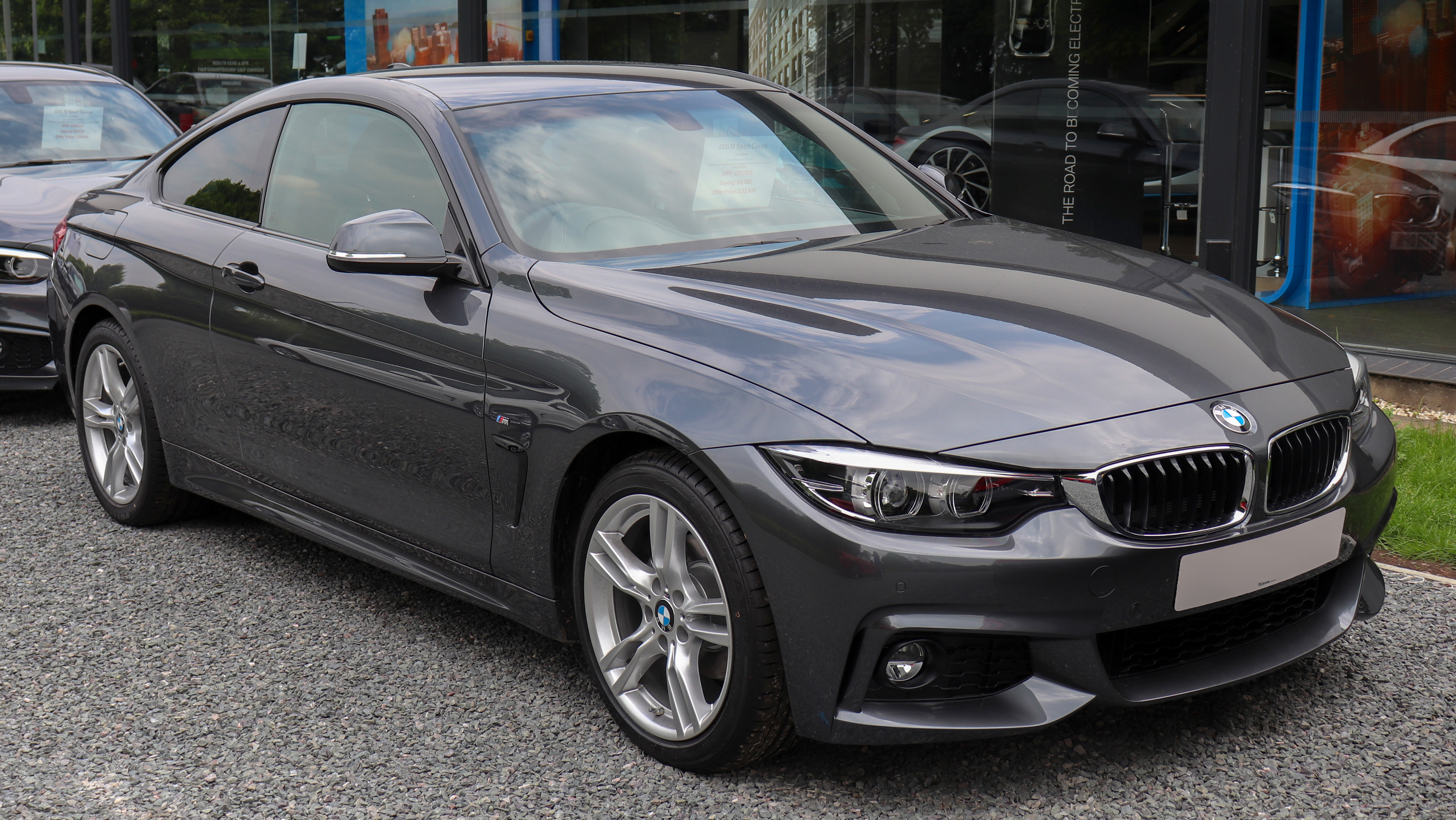
Una 420i dopo il restyling del 2017

Nei primi mesi del 2017 si ha l'arrivo del restyling di metà carriera per la Serie 4. L'aggiornamento estetico è stato assai lieve ed è percepibile esteticamente nei nuovi fari anteriori e posteriori con tecnologia bi-led che sostituiscono i precedenti allo xeno, cerchi in lega dal diverso disegno, nuove tinte per la carrozzeria, nuove trame delle prese d'aria, nuova cromatura nel doppio rene e nei paraurti. Internamente sono presenti nuove finiture per abitacolo e un generale miglioramento della qualità dei materiali, è stato installato un nuovo sistema di infotelematica di bordo con nuove grafiche semplificate, un nuovo cruscotto completamente digitale chiamato Multifunctional Instrument Display. Per quanto riguarda la dotazione tecnica è stato predisposto di serie su tutta la gamma un nuovo pacchetto di regolazione di sterzo e sospensioni con una nuova calibratura, in maniera tale da migliorare ulteriormente la dinamica di marcia e quindi il comportamento su strada. Invariata la gamma motori, con l'aggiunta della versione 418d (2.0 litri e 150 CV) disponibile solo per la Gran Coupé. Nel giro di pochi mesi, però, proprio quest'ultima motorizzazione viene cancellata dal listino assieme alla 425d da 224 CV.
La prima generazione della Serie 4 coupé e cabriolet scompaiono dai listini alla fine dell'estate del 2020 e  a partire dal mese di ottobre dello stesso anno viene avviata la commercializzazione della nuova generazione. La gran coupé invece continuerà ad apparire nei listini ufficiali fino  all'estate del 2021 per poi essere sostituita dal nuovo modello (sigla di progetto G26).

### La Serie 4 Cabriolet

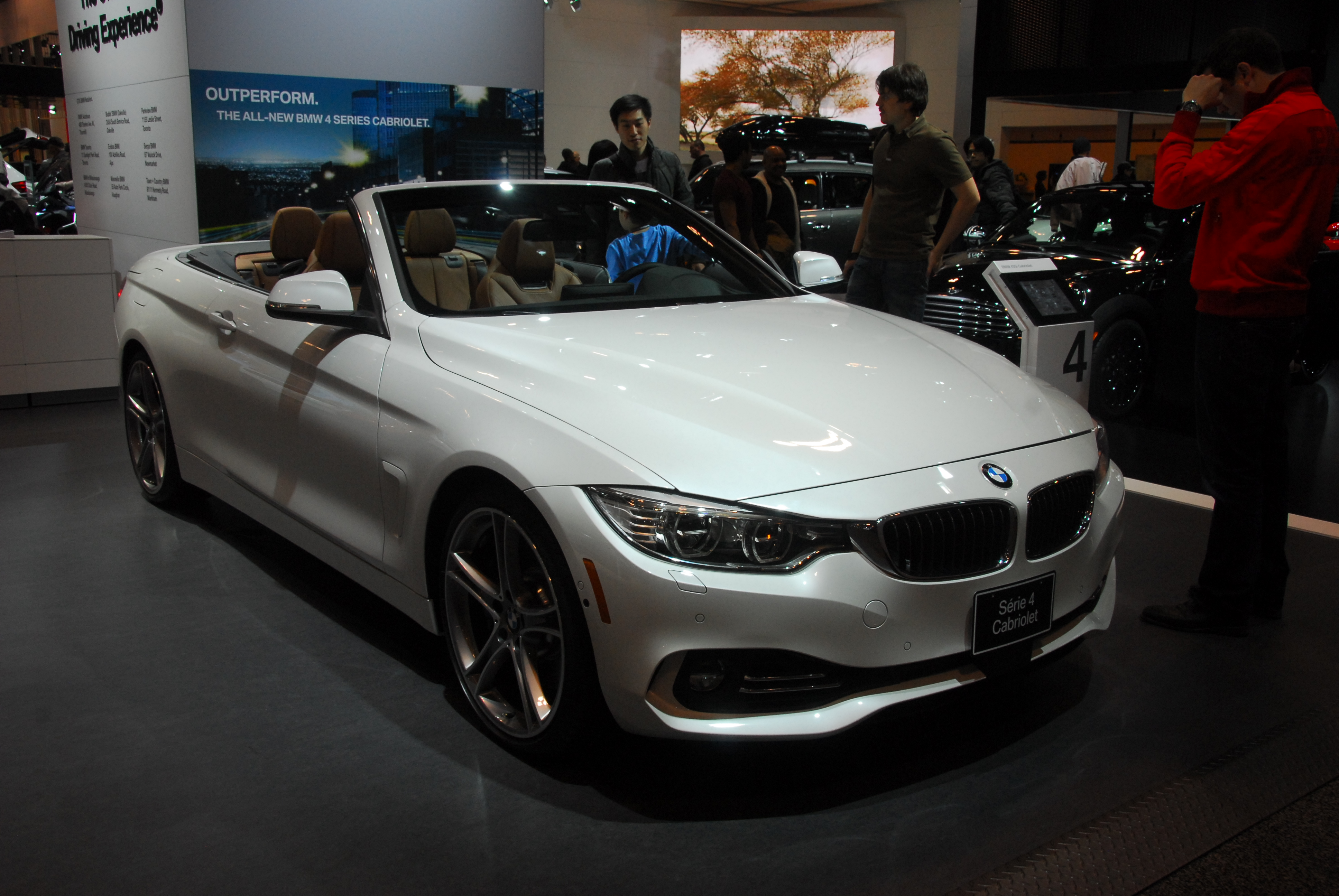
Una Serie 4 Cabriolet

Nel febbraio del 2014 debutta la Serie 4 Cabriolet (sigla di progetto F33), che nei listini BMW va a sostituire la precedente E93 e sancisce l'addio definitivo della dicitura Serie 3 applicata alle cabriolet di segmento D della Casa già da molto tempo (la prima Serie 3 cabriolet risale a quasi trent'anni prima, essendo stata lanciata nel 1985). Viene conservata la stessa formula della precedente Serie 3 Cabriolet, vale a dire la soluzione della coupé-cabriolet con tetto metallico ripiegabile in luogo della capote in tela. Rispetto alla cabriolet uscente, il nuovo modello propone alcune novità, come l'assistente elettroidraulico al carico bagagli, che consente di sollevare, all'interno del bagagliaio, il tetto ripiegato in modo tale da permettere un migliore utilizzo dello spazio interno al bagagliaio stesso che, come noto, risulta piuttosto carente o di difficile sfruttamento in questo genere di vetture, specie quando si viaggia a cielo aperto. In ogni caso, con carrozzeria chiusa la vettura dispone di 370 litri per il bagagliaio (cioè 20 litri in più rispetto alla E93), che scendono a 230 litri con il tetto ripiegato nel baule. Ed è sempre legata al tetto un'altra caratteristica della Serie 4 Cabriolet, vale a dire il lavoro svolto dai progettisti BMW per ottimizzare l'insonorizzazione del tetto stesso. Tra gli accessori specifici disponibili come optional va ricordato lo scaldacollo, ossia una ventola inserita all'interno del sedile che consente che emette aria calda all'altezza del collo degli occupanti dei posti anteriori, in modo tale da viaggiare a cielo aperto anche quando fa più freddo senza rischi per la salute del collo stesso.

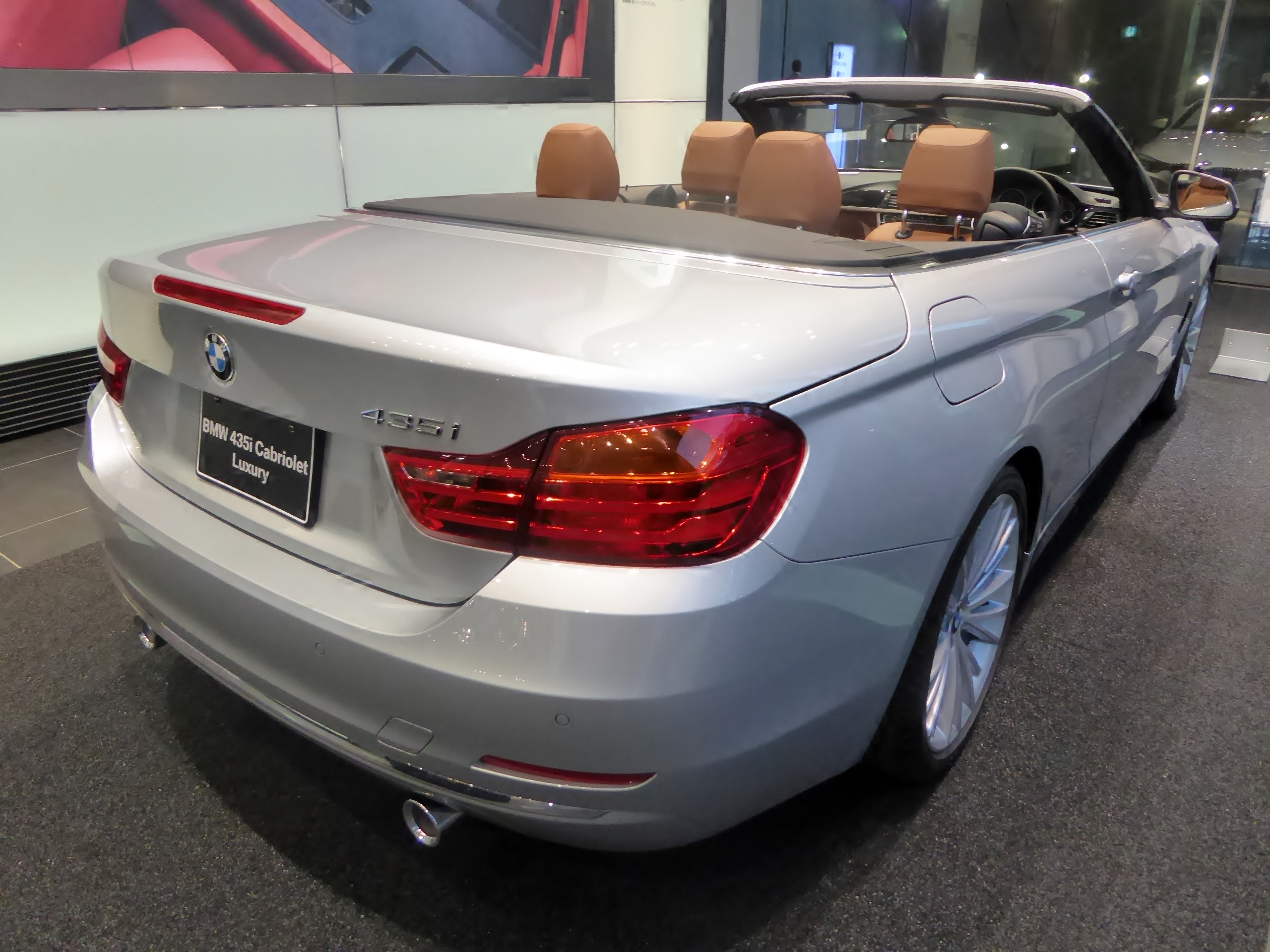
Posteriore di una BMW Serie 4 Cabriolet

Al suo debutto, la Serie 4 Cabriolet è prevista negli stessi motori con cui ha debuttato la versione coupé, ossia il 2 litri turbo da 245 CV, il 3 litri turbo da 306 CV ed il 2 litri a gasolio da 184 CV. Pur essendo stata lanciata nello stesso periodo in cui la gamma della coupé ha conosciuto un'importante estensione con l'arrivo di nuove motorizzazioni, la Serie 4 Cabriolet non è stata quindi interessata a tali aggiornamenti.
Una grossa novità si è avuta invece nel mese di giugno, quando la gamma della Cabriolet si è allargata con l'arrivo della 428i xDrive. Si tratta di un modello importante, poiché sancisce il debutto della trazione integrale su una cabriolet derivata dalla serie 3. In precedenza, tale soluzione meccanica non era mai stata applicata sulle Serie 3 Cabrio che all'epoca occupavano la fascia di mercato a cui poi sarebbe approdata la Serie 4.
Alla fine dell'estate 2014, la gamma è soggetta ad un grande ampliamento un po' su tutti i fronti e in tutti i livelli della gamma stessa: sul versante dei motori a benzina si ha infatti l'arrivo della 420i alla base della gamma, con motore da 184 CV, mentre al vertice debutta la M4 Cabriolet, spinta dal potente 6 cilindri da 431 CV che già equipaggia la M4 Coupé e la M3 F80. Inoltre, la 435i viene proposta anche con trazione integrale. Sul fronte dei motori diesel, invece, arrivano la 425d con motore da 218 CV, ma soprattutto fanno il loro debutto i diesel a 6 cilindri, ossia la 430d, disponibile solo a trazione posteriore, e la 435d, disponibile solo a trazione integrale.
La primavera del 2015, che ha visto le 420d coupé e Gran Coupé passare da 184 a 190 CV, non ha invece interessato la versione cabriolet che è inizialmente rimasta al valore di potenza originario. Solo alcuni mesi dopo, a luglio, anche la versione "scoperta" si è aggiornata in tal senso. La cabriolet scompare dai listini BMW contestualmente all'uscita di produzione della versione coupé e al lancio commerciale della nuova generazione.

### La Serie 4 Gran Coupé

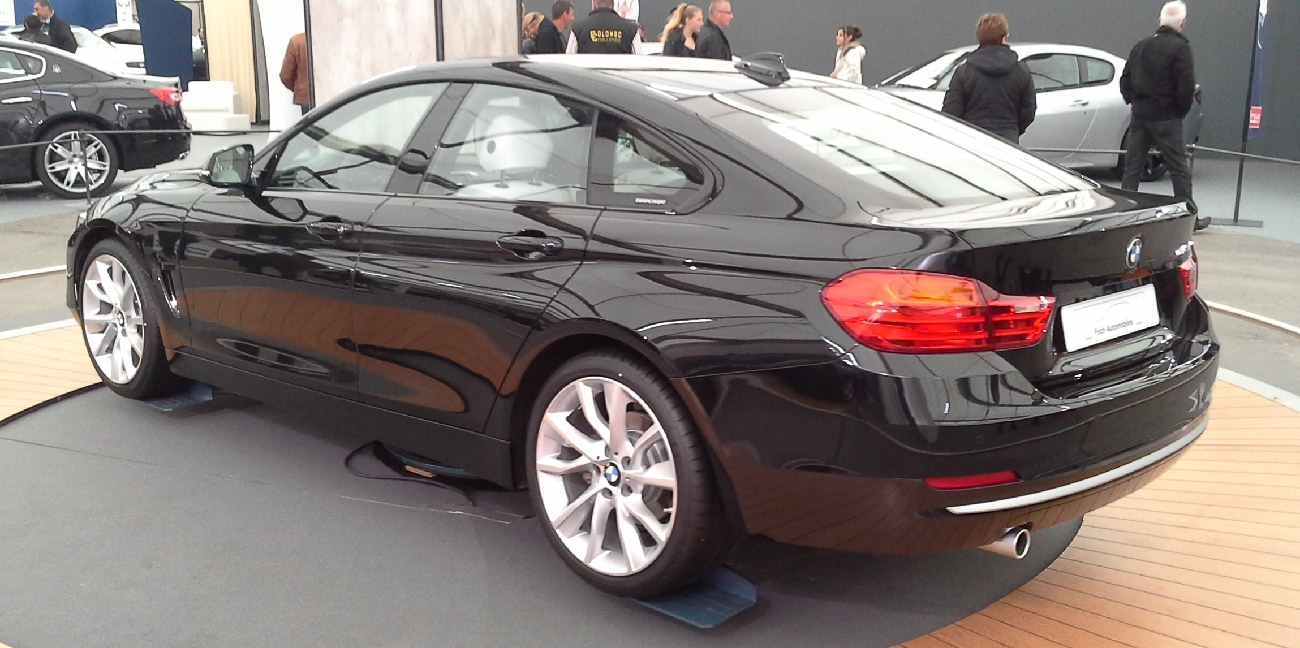
Vista posteriore di tre quarti di una Serie 4 Gran Coupé

Lanciata in contemporanea alla Cabriolet con tetto rigido ripiegabile, la Gran Coupé su base Serie 4 comincia a far capolino nel listino BMW tedesco già nel febbraio del 2014, sebbene negli altri listini europei sia ancora assente. La presentazione ufficiale è stata comunque fissata dalla Casa per il tradizionale appuntamento di marzo al Salone di Ginevra. La Serie 4 Gran Coupé (sigla di progetto F36) sancisce il debutto della Casa bavarese nel settore delle coupé a 4 posti di segmento D, fino a quel momento presidiato dalla Audi A5 Sportback. La differenza sostanziale con le altre Serie 4 sta nella presenza di 5 porte anziché due (è presente infatti anche un vero portellone posteriore) e nel differente disegno del padiglione, atto ad ospitare più comodamente anche i passeggeri posteriori. Proprio per questo motivo, la Serie 4 Gran Coupé ha suscitato fin dalla diffusione delle sue foto ufficiali più di una perplessità presso il pubblico, poiché la si riteneva potenzialmente in grado di innescare fenomeni di cannibalismo commerciale nei confronti della berlina F30, rispetto alla quale le differenze di carrozzeria sono molto meno marcate e comprendono, oltre al differente disegno del tetto nella zona posteriore, anche la presenza dei cosiddetti "air breather" sui parafanghi anteriori e le portiere senza cornice.
Al suo debutto la Serie 4 Gran Coupé è prevista in un ventaglio di motorizzazioni differente da quello previsto per la "sorelle" a due porte nelle rispettive date di debutto, poiché comprende anche una motorizzazione inedita, e solo una parte dei motori previsti per la coupé a partire dall'inizio del 2014. La gamma motori è dunque la seguente:
- 420i: versione di base spinta da un 2 litri da 184 CV;
- 428i: versione intermedia equipaggiata con un 2 litri da 245 CV;
- 435i: versione top di gamma tra quelle a benzina, sotto il cui cofano si cela un 3 litri da 306 CV;
- 418d: è la vera e propria novità, assente nelle altre Serie 4 e costituita da un 2 litri turbodiesel da 143 CV;
- 420d: stesso motore della 418d, ma con potenza portata a 184 CV.

Mancano dunque i diesel a 6 cilindri, che però la Casa ha fissato per un secondo momento. La trazione integrale è disponibile a richiesta solo nei modelli 428i e 420d. Il cambio è del tipo a 6 marce, anche se a richiesta si può ottenere l'automatico Steptronic ad 8 rapporti della ZF.
A giugno la trazione integrale viene estesa anche alla 420i, mentre alla fine dell'estate, come promesso dalla BMW, arrivano anche le versioni diesel a 6 cilindri, ossia la 430d, disponibile sia a trazione posteriore che in versione xDrive, e la 435d, disponibile solo a trazione integrale. Quest'ultima soluzione viene abbinata nella stessa occasione anche alla 435i. Nel marzo 2015 anche la 420d Gran Coupé passò da 184 a 190 CV. Il massiccio aggiornamento alla gamma motori avvenuto nella primavera del 2016 si è riflesso anche nella Gran Coupé: la sola differenza è stata che la 420i xDrive non è stata più riproposta come coupé, ma solo come Gran Coupé. Inoltre, per la prima volta dall'avvio della sua carriera, la Gran Coupé viene proposta anche in versione 425d, ossia con il 2 litri B47 bi-turbodiesel da 224 CV. In seguito, la gamma viene soggetta agli stessi step evolutivi della coupé a 2 porte, eccezion fatta per le versioni M, assenti nella gamma della Gran Coupé.

## Riepilogo caratteristiche
Di seguito vengono riepilogate le caratteristiche delle versioni previste per la gamma della Serie 4:
| Modello                                          | Carrozzeria | Motore   | Cilindrata cm³ | Alimentazione                                      | Potenza CV/rpm | Coppia Nm/rpm  | Trazione | Cambio/ N°rapporti                  | Massa a vuoto (kg) | Velocità max | Acceler. 0–100 km/h | Consumo (l/100 km) | Emissioni CO2/ (g/km) | Anni di produzione |
| Versioni a benzina                               |             |          |                |                                                    |                |                |          |                                     |                    |              |                     |                    |                       |                    |
| 420i                                             | Coupé       | N20B20   | 1997           | Iniezione diretta con turbocompressore twin-scroll | 184/ 5000-6250 | 270/ 1250-4500 | P        | Manuale a 6 marce                   | 1.430              | 236          | 7"3                 | 6,1                | 144                   | 02/2014-03/2016    |
| 420i                                             | Coupé       | B48B20   | 1998           | Iniezione diretta con turbocompressore twin-scroll | 184/ 5000-6250 | 290/ 1350-4600 | P        | Manuale a 6 marce                   | 1.430              | 236          | 7"5                 | 6,2                | 145                   | 03/2016-09/2020    |
| 420i                                             | Cabriolet   | N20B20   | 1997           | Iniezione diretta con turbocompressore twin-scroll | 184/ 5000-6250 | 270/ 1250-4500 | P        | Manuale a 6 marce                   | 1.650              | 230          | 8"2                 | 6,6                | 154                   | 09/2014-03/2016    |
| 420i                                             | Cabriolet   | B48B20   | 1998           | Iniezione diretta con turbocompressore twin-scroll | 184/ 5000-6250 | 290/ 1350-4600 | P        | Manuale a 6 marce                   | 1.700              | 230          | 8"2                 | 6,6                | 154                   | 03/2016-09/2020    |
| 420i                                             | Gran Coupé  | N20B20   | 1997           | Iniezione diretta con turbocompressore twin-scroll | 184/ 5000-6250 | 270/ 1250-4500 | P        | Manuale a 6 marce                   | 1.480              | 236          | 7"5                 | 6,6                | 149                   | 02/2014-03/2016    |
| 420i                                             | Gran Coupé  | B48B20   | 1998           | Iniezione diretta con turbocompressore twin-scroll | 184/ 5000-6250 | 290/ 1350-4600 | P        | Manuale a 6 marce                   | 1.520              | 236          | 7"5                 | 6,1                | 141                   | 03/2016-09/2020    |
| 420i xDrive                                      | Coupé       | N20B20   | 1997           | Iniezione diretta con turbocompressore twin-scroll | 184/ 5000-6250 | 270/ 1250-4500 | I        | Manuale a 6 marce                   | 1.520              | 233          | 7"4                 | 6,8                | 159                   | 02/2014-03/2016    |
| 420i xDrive                                      | Gran Coupé  | N20B20   | 1997           | Iniezione diretta con turbocompressore twin-scroll | 184/ 5000-6250 | 270/ 1250-4500 | I        | Manuale a 6 marce                   | 1.570              | 233          | 7"6                 | 7,1                | 164                   | 06/2014-03/2016    |
| 420i xDrive                                      | Gran Coupé  | B48B20   | 1998           | Iniezione diretta con turbocompressore twin-scroll | 184/ 5000-6250 | 290/ 1350-4600 | I        | Manuale a 6 marce                   | 1.600              | 233          | 7"8                 | 6,9                | 161                   | 03/2016-09/2020    |
| 428i                                             | Coupé       | N20B20   | 1997           | Iniezione diretta con turbocompressore twin-scroll | 245/ 5000-6500 | 350/ 1250-4800 | P        | Manuale a 6 marce                   | 1.450              | 250          | 5"9                 | 6,6                | 154                   | 09/2013-03/2016    |
| 428i                                             | Cabriolet   | N20B20   | 1997           | Iniezione diretta con turbocompressore twin-scroll | 245/ 5000-6500 | 350/ 1250-4800 | P        | Manuale a 6 marce                   | 1.680              | 250          | 6"4                 | 6,8                | 159                   | 02/2014-03/2016    |
| 428i                                             | Gran Coupé  | N20B20   | 1997           | Iniezione diretta con turbocompressore twin-scroll | 245/ 5000-6500 | 350/ 1250-4800 | P        | Manuale a 6 marce                   | 1.510              | 250          | 6"1                 | 6,7                | 154                   | 02/2014-03/2016    |
| 428i xDrive                                      | Coupé       | N20B20   | 1997           | Iniezione diretta con turbocompressore twin-scroll | 245/ 5000-6500 | 350/ 1250-4800 | I        | Manuale a 6 marce                   | 1.540              | 250          | 5"6                 | 6,8                | 159                   | 09/2013-03/2016    |
| 428i xDrive                                      | Cabriolet   | N20B20   | 1997           | Iniezione diretta con turbocompressore twin-scroll | 245/ 5000-6500 | 350/ 1250-4800 | I        | Manuale a 6 marce                   | 1.770              | 250          | 6"5                 | 7,2                | 167                   | 06/2014-03/2016    |
| 428i xDrive                                      | Gran Coupé  | N20B20   | 1997           | Iniezione diretta con turbocompressore twin-scroll | 245/ 5000-6500 | 350/ 1250-4800 | I        | Manuale a 6 marce                   | 1.580              | 250          | 5"8                 | 6,9                | 162                   | 02/2014-03/2016    |
| 430i                                             | Coupé       | B48B20   | 1998           | Iniezione diretta con turbocompressore twin-scroll | 252/ 5200-6500 | 350/ 1450-4800 | P        | Manuale a 6 marce                   | 1.490              | 250          | 5"9                 | 6,8                | 143                   | 04/2016-09/2020    |
| 430i                                             | Cabriolet   | B48B20   | 1998           | Iniezione diretta con turbocompressore twin-scroll | 252/ 5200-6500 | 350/ 1450-4800 | P        | Manuale a 6 marce                   | 1.710              | 250          | 6"4                 | 6,7                | 154                   | 04/2016-09/2020    |
| 430i                                             | Gran Coupé  | B48B20   | 1998           | Iniezione diretta con turbocompressore twin-scroll | 252/ 5200-6500 | 350/ 1450-4800 | P        | Manuale a 6 marce                   | 1.520              | 250          | 5"9                 | 6,5                | 143                   | 04/2016-09/2020    |
| 430i xDrive                                      | Coupé       | B48B20   | 1998           | Iniezione diretta con turbocompressore twin-scroll | 252/ 5200-6500 | 350/ 1450-4800 | I        | Automatico ad 8 rapporti            | 1.690              | 250          | 5"9                 | 6,4                | 144                   | 04/2016-09/2020    |
| 430i xDrive                                      | Cabriolet   | B48B20   | 1998           | Iniezione diretta con turbocompressore twin-scroll | 252/ 5200-6500 | 350/ 1450-4800 | I        | Automatico ad 8 rapporti            | 1.805              | 250          | 6"4                 | 7                  | 149                   | 04/2016-09/2020    |
| 430i xDrive                                      | Gran Coupé  | B48B20   | 1998           | Iniezione diretta con turbocompressore twin-scroll | 252/ 5200-6500 | 350/ 1450-4800 | I        | Automatico ad 8 rapporti            | 1.540              | 250          | 5"9                 | 6,2                | 144                   | 04/2016-09/2020    |
| 435i                                             | Coupé       | N55B30   | 2979           | Iniezione diretta con turbocompressore twin-scroll | 306/ 5800-6000 | 400/ 1250-5000 | P        | Manuale a 6 marce                   | 1.510              | 250          | 5"4                 | 7,9                | 185                   | 09/2013-03/2016    |
| 435i                                             | Cabriolet   | N55B30   | 2979           | Iniezione diretta con turbocompressore twin-scroll | 306/ 5800-6000 | 400/ 1250-5000 | P        | Manuale a 6 marce                   | 1.740              | 250          | 5"6                 | 8,1                | 195                   | 02/2014-03/2016    |
| 435i                                             | Gran Coupé  | N55B30   | 2979           | Iniezione diretta con turbocompressore twin-scroll | 306/ 5800-6000 | 400/ 1250-5000 | P        | Manuale a 6 marce                   | 1.490              | 250          | 5"5                 | 8,3                | 193                   | 02/2014-03/2016    |
| 435i xDrive                                      | Coupé       | N55B30   | 2979           | Iniezione diretta con turbocompressore twin-scroll | 306/ 5800-6000 | 400/ 1250-5000 | I        | Manuale a 6 marce                   | 1.580              | 250          | 5"2                 | 8,2                | 193                   | 09/2013-03/2016    |
| 435i xDrive                                      | Cabriolet   | N55B30   | 2979           | Iniezione diretta con turbocompressore twin-scroll | 306/ 5800-6000 | 400/ 1250-5000 | I        | Manuale a 6 marce                   | 1.810              | 250          | 5"6                 | 8,5                | 199                   | 09/2014-03/2016    |
| 435i xDrive                                      | Gran Coupé  | N55B30   | 2979           | Iniezione diretta con turbocompressore twin-scroll | 306/ 5800-6000 | 400/ 1250-5000 | I        | Manuale a 6 marce                   | 1.640              | 250          | 5"3                 | 8,4                | 194                   | 09/2014-03/2016    |
| 440i                                             | Coupé       | B58B30   | 2998           | Iniezione diretta con turbocompressore twin-scroll | 326/ 5500-6500 | 450/ 1380-5000 | P        | Automatico ad 8 rapporti            | 1.620              | 250          | 5"1                 | 6,8                | 159                   | 04/2016-09/2020    |
| 440i                                             | Cabriolet   | B58B30   | 2998           | Iniezione diretta con turbocompressore twin-scroll | 326/ 5500-6500 | 450/ 1380-5000 | P        | Automatico ad 8 rapporti            | 1.765              | 250          | 5"4                 | 7,2                | 167                   | 04/2016-09/2020    |
| 440i                                             | Gran Coupé  | B58B30   | 2998           | Iniezione diretta con turbocompressore twin-scroll | 326/ 5500-6500 | 450/ 1380-5000 | P        | Automatico ad 8 rapporti            | 1.615              | 250          | 5"1                 | 6,8                | 159                   | 04/2016-09/2020    |
| 440i xDrive                                      | Coupé       | B58B30   | 2998           | Iniezione diretta con turbocompressore twin-scroll | 326/ 5500-6500 | 450/ 1380-5000 | I        | Automatico ad 8 rapporti            | 1.665              | 250          | 5"                  | 7,4                | 172                   | 04/2016-09/2020    |
| 440i xDrive                                      | Cabriolet   | B58B30   | 2998           | Iniezione diretta con turbocompressore twin-scroll | 326/ 5500-6500 | 450/ 1380-5000 | I        | Automatico ad 8 rapporti            | 1.850              | 250          | 5"4                 | 7,6                | 177                   | 04/2016-09/2020    |
| 440i xDrive                                      | Gran Coupé  | B58B30   | 2998           | Iniezione diretta con turbocompressore twin-scroll | 326/ 5500-6500 | 450/ 1380-5000 | I        | Automatico ad 8 rapporti            | 1.685              | 250          | 5"                  | 7,4                | 172                   | 04/2016-09/2020    |
| M4                                               | Coupé       | S55B30   | 2979           | Iniezione diretta bi-turbo                         | 431/ 5500-7300 | 550/ 1850-5500 | P        | Manuale a 6 marce                   | 1.572              | 250          | 4"3                 | 8,8                | 204                   | 06/2014-09/2020    |
| M4                                               | Cabriolet   | S55B30   | 2979           | Iniezione diretta bi-turbo                         | 431/ 5500-7300 | 550/ 1850-5500 | P        | Manuale a 6 marce                   | 1.750              | 250          | 4"6                 | 9,1                | 213                   | 09/2014-09/2020    |
| Versioni a gasolio                               |             |          |                |                                                    |                |                |          |                                     |                    |              |                     |                    |                       |                    |
| 418d                                             | Coupé       | B47D20   | 1995           | Turbodiesel common rail                            | 150/4000       | 320/ 1500-3000 | P        | Manuale a 6 marce                   | 1.460              | 215          | 8"6                 | 4,2                | 110                   | 03/2015-12/2017    |
| 418d                                             | Gran Coupé  | N47D20   | 1995           | Turbodiesel common rail                            | 143/4000       | 320/ 1750-2500 | P        | Manuale a 6 marce                   | 1.490              | 213          | 9"2                 | 4,7                | 124                   | 03/2014-03/2015    |
| 418d                                             | Gran Coupé  | B47D20   | 1995           | Turbodiesel common rail                            | 150/4000       | 320/ 1500-3000 | P        | Manuale a 6 marce                   | 1.490              | 215          | 8"6                 | 4,2                | 110                   | 03/2015-12/2017    |
| 420d                                             | Coupé       | N47D20   | 1995           | Turbodiesel common rail                            | 184/4000       | 380/ 1750-2750 | P        | Manuale a 6 marce                   | 1.450              | 240          | 7"5                 | 4,7                | 124                   | 09/2013-02/2015    |
| 420d                                             | Coupé       | B47D20   | 1995           | Turbodiesel common rail                            | 190/4000       | 400/ 1750-2500 | P        | Manuale a 6 marce                   | 1.475              | 240          | 7"2                 | 4,6                | 119                   | 03/2015-09/2020    |
| 420d                                             | Cabriolet   | N47D20   | 1995           | Turbodiesel common rail                            | 184/4000       | 380/ 1750-2750 | P        | Manuale a 6 marce                   | 1.680              | 235          | 8"2                 | 5,2                | 133                   | 02/2014-06/2015    |
| 420d                                             | Cabriolet   | B47D20   | 1995           | Turbodiesel common rail                            | 190/4000       | 400/ 1750-2500 | P        | Manuale a 6 marce                   | 1.475              | 240          | 7"2                 | 4,6                | 119                   | 07/2015-09/2020    |
| 420d                                             | Gran Coupé  | N47D20   | 1995           | Turbodiesel common rail                            | 184/4000       | 380/ 1750-2750 | P        | Manuale a 6 marce                   | 1.510              | 236          | 7"7                 | 4,9                | 124                   | 02/2014-03/2015    |
| 420d                                             | Gran Coupé  | B47D20   | 1995           | Turbodiesel common rail                            | 190/4000       | 400/ 1750-2500 | P        | Manuale a 6 marce                   | 1.520              | 240          | 7"5                 | 4,6                | 119                   | 03/2015-09/2020    |
| 420d xDrive                                      | Coupé       | N47D20   | 1995           | Turbodiesel common rail                            | 184/4000       | 380/ 1750-2750 | I        | Manuale a 6 marce                   | 1.530              | 236          | 7"5                 | 4,9                | 126                   | 02/2014-03/2015    |
| 420d xDrive                                      | Coupé       | B47D20   | 1995           | Turbodiesel common rail                            | 190/4000       | 400/ 1750-2500 | I        | Manuale a 6 marce                   | 1.540              | 236          | 7"4                 | 4,7                | 125                   | 03/2015-09/2020    |
| 420d xDrive                                      | Gran Coupé  | N47D20   | 1995           | Turbodiesel common rail                            | 184/4000       | 380/ 1750-2750 | I        | Manuale a 6 marce                   | 1.585              | 234          | 7"7                 | 5                  | 133                   | 02/2014-03/2015    |
| 420d xDrive                                      | Gran Coupé  | B47D20   | 1995           | Turbodiesel common rail                            | 190/4000       | 400/ 1750-2500 | I        | Manuale a 6 marce                   | 1.595              | 235          | 7"6                 | 4,9                | 129                   | 03/2015-09/2020    |
| 425d                                             | Coupé       | N47D20   | 1995           | Bi-Turbodiesel common rail                         | 218/4000       | 450/1500       | P        | Manuale a 6 marce                   | 1.490              | 247          | 6"7                 | 5                  | 131                   | 03/2014-03/20161   |
| 425d                                             | Coupé       | B47D20   | 1995           | Bi-Turbodiesel common rail                         | 224/4400       | 450/ 1500-3000 | P        | Manuale a 6 marce                   | 1.490              | 247          | 6"5                 | 4,6                | 129                   | 04/2016-12/2017    |
| 425d                                             | Cabriolet   | N47D20   | 1995           | Bi-Turbodiesel common rail                         | 218/4000       | 450/1500       | P        | Manuale a 6 marce                   | 1.715              | 241          | 7"3                 | 5,2                | 138                   | 09/2014-03/2016    |
| 425d                                             | Cabriolet   | B47D20   | 1995           | Bi-Turbodiesel common rail                         | 224/4400       | 450/ 1500-3000 | P        | Manuale a 6 marce                   | 1.735              | 241          | 7"1                 | 5,1                | 133                   | 04/2016-12/2017    |
| 425d                                             | Gran Coupé  | B47D20   | 1995           | Bi-Turbodiesel common rail                         | 224/4400       | 450/ 1500-3000 | P        | Manuale a 6 marce                   | 1.550              | 247          | 6"7                 | 4,6                | 133                   | 04/2016-12/2017    |
| 430d                                             | Coupé       | N57D30O1 | 2993           | Turbodiesel common rail                            | 258/4000       | 560/ 2000-2750 | P        | Automatico Steptronic ad 8 rapporti | 1.540              | 250          | 5"5                 | 4,7                | 132                   | 02/2014-09/2020    |
| 430d                                             | Cabriolet   | N57D30O1 | 2993           | Turbodiesel common rail                            | 258/4000       | 560/ 2000-2750 | P        | Automatico Steptronic ad 8 rapporti | 1.770              | 250          | 5"9                 | 5,3                | 139                   | 09/2014-09/2020    |
| 430d                                             | Gran Coupé  | N57D30O1 | 2993           | Turbodiesel common rail                            | 258/4000       | 560/ 2000-2750 | P        | Automatico Steptronic ad 8 rapporti | 1.605              | 250          | 5"6                 | 5,1                | 138                   | 09/2014-09/2020    |
| 430d xDrive1                                     | Coupé       | N57D30O1 | 2993           | Turbodiesel common rail                            | 258/4000       | 560/ 2000-2750 | I        | Automatico Steptronic ad 8 rapporti | 1.615              | 250          | 5"2                 | 5,4                | 137                   | 02/2014-09/20201   |
| 430d xDrive1                                     | Gran Coupé  | N57D30O1 | 2993           | Turbodiesel common rail                            | 258/4000       | 560/ 2000-2750 | I        | Automatico Steptronic ad 8 rapporti | 1.675              | 250          | 5"3                 | 5,5                | 144                   | 09/2014-09/2020    |
| 435d xDrive                                      | Coupé       | N57D30T1 | 2993           | Bi-Turbodiesel common rail                         | 313/4400       | 630/ 1500-2500 | I        | Automatico ad 8 rapporti            | 1.625              | 250          | 4"7                 | 5,6                | 143                   | 02/2014-09/2020    |
| 435d xDrive                                      | Cabriolet   | N57D30T1 | 2993           | Bi-Turbodiesel common rail                         | 313/4400       | 630/ 1500-2500 | I        | Automatico ad 8 rapporti            | 1.850              | 250          | 5"2                 | 5,8                | 151                   | 09/2014-09/2020    |
| 435d xDrive                                      | Gran Coupé  | N57D30T1 | 2993           | Bi-Turbodiesel common rail                         | 313/4400       | 630/ 1500-2500 | I        | Automatico ad 8 rapporti            | 1.685              | 250          | 4"8                 | 5,6                | 146                   | 09/2014-09/2020    |
| Note: 1Dal 06/2014 anche per il mercato italiano |             |          |                |                                                    |                |                |          |                                     |                    |              |                     |                    |                       |                    |

## Le versioni Alpina
La casa tedesca Alpina, da sempre specializzata nella costruzione di vetture ad alte prestazioni sulla base di modelli BMW di serie, ha realizzato due modelli derivati dalla Serie 4 F32, uno a benzina e uno diesel.

### Alpina B4

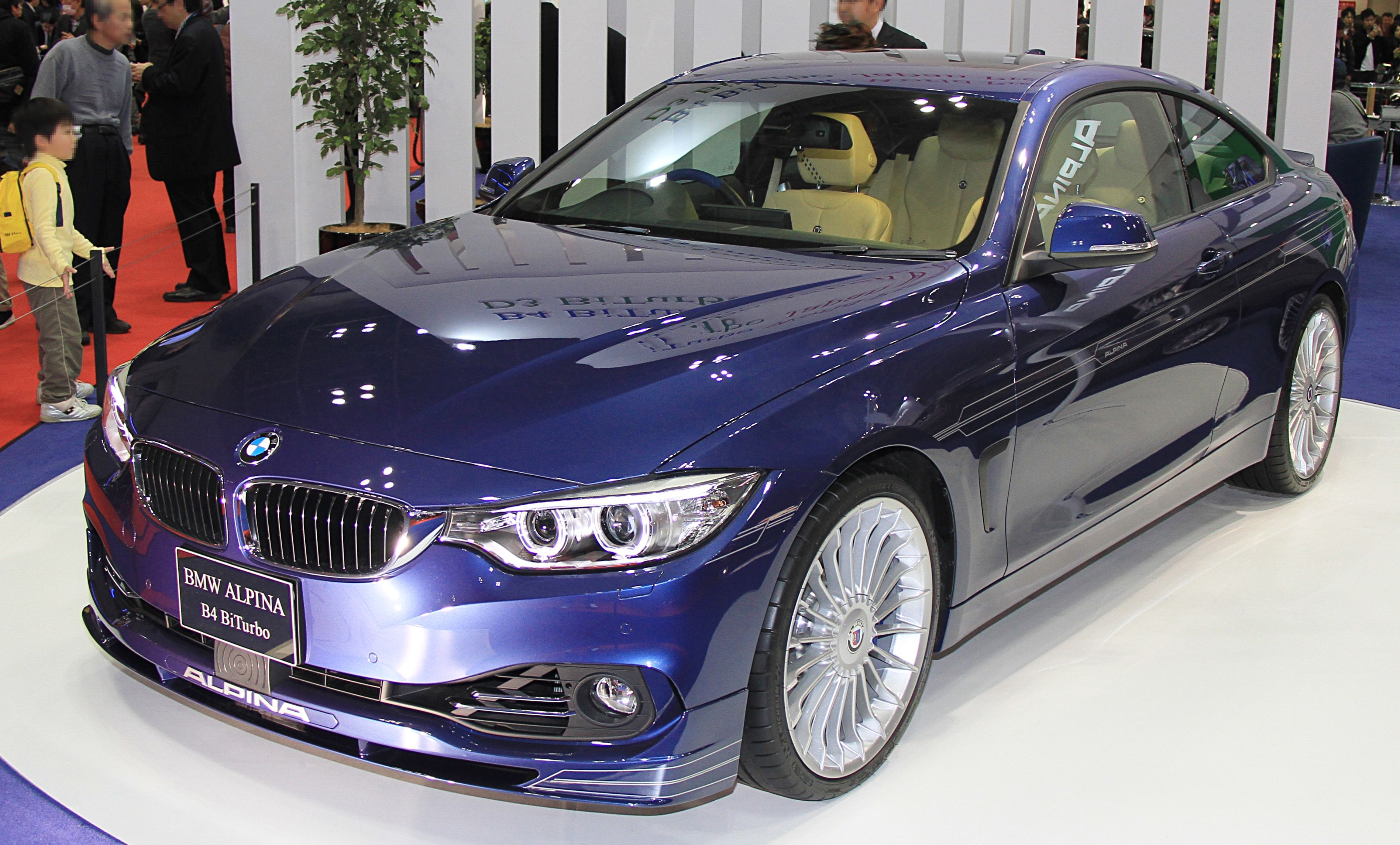
B4 coupé

Il modello a benzina prende il nome il di B4 ed è equipaggiato con il già noto motore N55 da 3 litri, dotato di doppia sovralimentazione ed in grado di erogare una potenza massima di 410 CV. La B4 venne introdotta nel maggio 2014, sia come coupé che come cabriolet, ma mentre la versione chiusa era prevista a scelta a trazione posteriore o integrale, la cabriolet era invece unicamente a trazione posteriore. Le prestazioni, come in tutte le Alpina, sono caratterizzate da punte velocistiche non autolimitate, o comunque molto meno autolimitate rispetto alle Serie 4 più prestanti previste nella normale gamma BMW. 

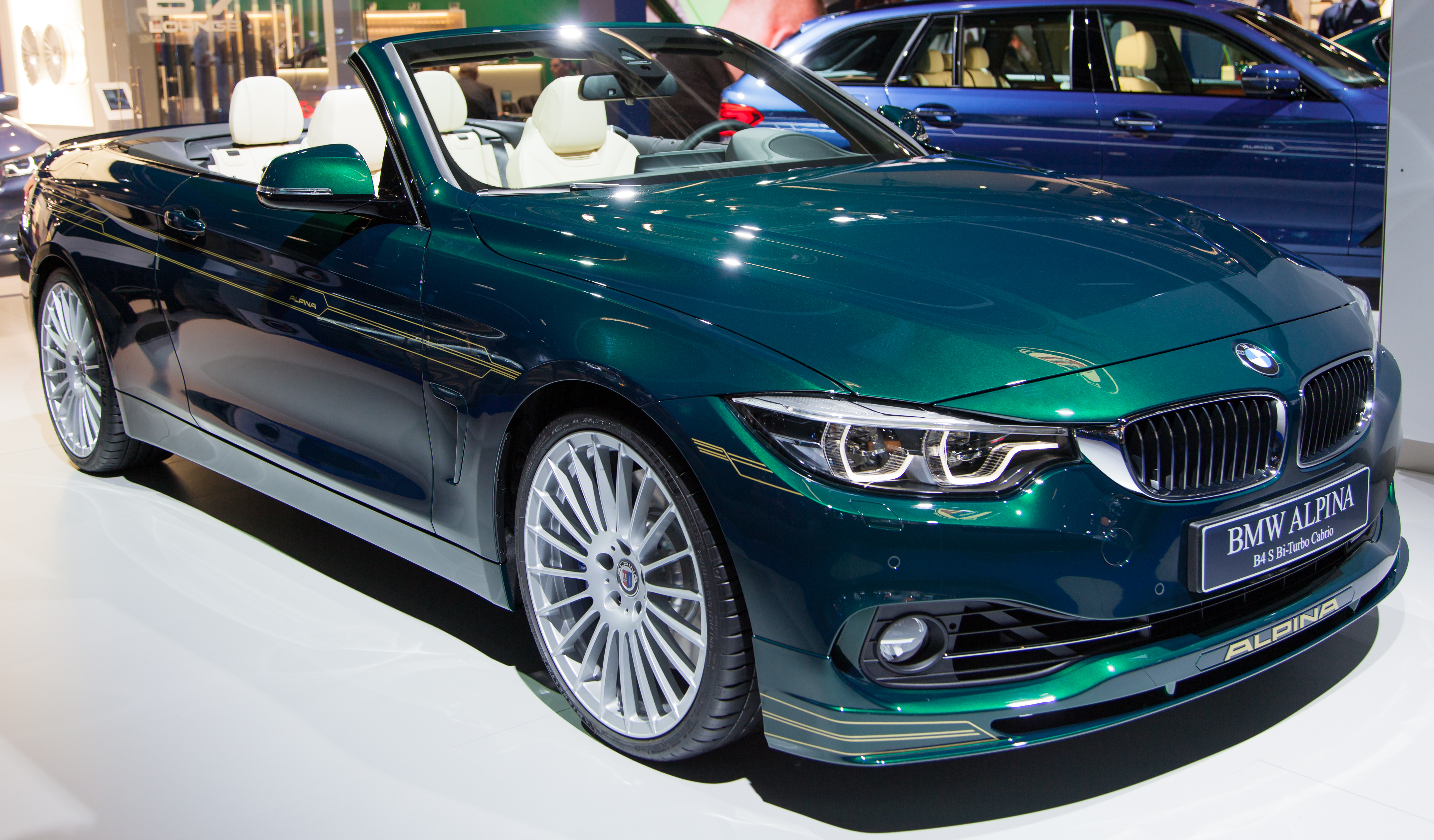
B4 S Cabriolet

La B4 raggiunge una velocità massima di 303 km/h in versione coupé e di 301 km/h in versione cabriolet. La produzione di questo modello andò avanti fino al marzo del 2017, quando venne sostituito dalla B4 S, in cui il motore venne portato a 440 CV di potenza massima. Nella stessa occasione vi fu un leggero restyling della B4, che si uniformò all'aggiornamento della normale Serie 4. La produzione della B4 S prosegue fino al maggio 2019. Durante questo periodo ne è stata prevista anche un'edizione limitata a 99 esemplari e denominata appunto B4 S Edition 99, in cui il motore è stato portato fino a ben 452 CV. Data la sua produzione limitata, quest'ultima versione è rimasta nel listino Alpina solo per alcuni mesi, fra il 2018 e il 2019. In totale sono stati prodotti 486 esemplari di Alpina B4.

#### Motorizzazioni
| Modello             | Carrozzeria | Motore | Cilindrata cm³ | Alimentazione                                                              | Potenza CV/rpm | Coppia Nm/rpm  | Trazione   | Cambio/ N°rapporti    | Massa a vuoto (kg) | Velocità max | Acceler. 0–100 km/h | Consumo (l/100 km) | Anni di produzione |
| B4                  | Coupé       | B58B30 | 2979           | Iniezione diretta Bosch MEVD 17.2.6, due turbocompressori, due intercooler | 410/ 5500-6100 | 600/ 3000-4000 | Posteriore | Automatico 8 rapporti | 1.615              | 303          | 4"2                 | 7,6                | 05/2014-03/2017    |
| B4                  | Cabriolet   | B58B30 | 2979           | Iniezione diretta Bosch MEVD 17.2.6, due turbocompressori, due intercooler | 410/ 5500-6100 | 600/ 3000-4000 | Posteriore | Automatico 8 rapporti | 1.840              | 301          | 4"5                 | 8                  | 05/2014-03/2017    |
| B4 AWD              | Coupé       | B58B30 | 2979           | Iniezione diretta Bosch MEVD 17.2.6, due turbocompressori, due intercooler | 410/ 5500-6100 | 600/ 3000-4000 | Integrale  | Automatico 8 rapporti | 1.680              | 303          | 4"                  | 7,9                | 05/2014-03/2017    |
| B4 S                | Coupé       | B58B30 | 2979           | Iniezione diretta Bosch MEVD 17.2.G, due turbocompressori, due intercooler | 440/ 5500-6250 | 660/ 3000-4500 | Posteriore | Automatico 8 rapporti | 1.615              | 306          | 4"2                 | 7,9                | 03/2017-02/2019    |
| B4 S                | Cabriolet   | B58B30 | 2979           | Iniezione diretta Bosch MEVD 17.2.G, due turbocompressori, due intercooler | 440/ 5500-6250 | 660/ 3000-4500 | Posteriore | Automatico 8 rapporti | 1.840              | 304          | 4"3                 | 8,3                | 03/2017-02/2019    |
| B4 S AWD            | Coupé       | B58B30 | 2979           | Iniezione diretta Bosch MEVD 17.2.G, due turbocompressori, due intercooler | 440/ 5500-6250 | 660/ 3000-4500 | Integrale  | Automatico 8 rapporti | 1.680              | 303          | 3"9                 | 8,3                | 05/2014-03/2017    |
| B4 S 99 Edition     | Coupé       | B58B30 | 2979           | Iniezione diretta, due turbocompressori, due intercooler                   | 452/ 5500-6250 | 680/ 3000-4500 | Posteriore | Automatico 8 rapporti | 1.615              | 306          | 4"2                 | 9,1                | 10/2018-05/2019    |
| B4 S 99 Edition     | Cabriolet   | B58B30 | 2979           | Iniezione diretta, due turbocompressori, due intercooler                   | 452/ 5500-6250 | 680/ 3000-4500 | Posteriore | Automatico 8 rapporti | 1.840              | 304          | 4"3                 | 9,1                | 10/2018-05/2019    |
| B4 S AWD 99 Edition | Coupé       | B58B30 | 2979           | Iniezione diretta, due turbocompressori, due intercooler                   | 452/ 5500-6250 | 680/ 3000-4500 | Integrale  | Automatico 8 rapporti | 1.680              | 303          | 3"9                 | 9,2                | 10/2018-05/2019    |

### Alpina D4
Assieme alla B4, fra il 2014 e il 2018 venne prodotta e commercializzata anche la versione diesel, denominata D4: tale versione era equipaggiata con il 3 litri diesel della famiglia N57, basato sulle più potenti varianti biturbo e che in questo caso arrivava ad erogare ben 350 CV di potenza massima.
La D4 venne proposta solo nella configurazione a trazione posteriore, ma sempre nelle due varianti canoniche, ossia coupé e cabriolet. Sia la D4 che la B4 non vennero mai prodotte in versione Gran Coupé. Con i suoi 278 km/h di punta velocistica, la D4 è una delle più veloci vetture diesel prodotte in serie mai realizzate. Anche per la D4 il 2017 fu l'anno del restyling, come per la B4 e più in generale per la F32. La produzione della D4 terminò nell'estate del 2018.

#### Motorizzazioni
| Modello | Carrozzeria | Motore | Cilindrata cm³ | Alimentazione                                                           | Potenza CV/rpm | Coppia Nm/rpm  | Trazione   | Cambio/ N°rapporti    | Massa a vuoto (kg) | Velocità max | Acceler. 0–100 km/h | Consumo (l/100 km) | Anni di produzione |
| D4      | Coupé       | N57B30 | 2993           | Iniezione diretta Bosch DDE 7.31, due turbocompressori, due intercooler | 350/4000       | 700/ 1500-3000 | Posteriore | Automatico 8 rapporti | 1.580              | 278          | 4"6                 | 5,3                | 05/2014-07/2018    |
| D4      | Cabriolet   | N57B30 | 2993           | Iniezione diretta Bosch DDE 7.31, due turbocompressori, due intercooler | 350/4000       | 700/ 1500-3000 | Posteriore | Automatico 8 rapporti | 1.815              | 275          | 5"                  | 5,9                | 05/2014-07/2018    |